# Битва при Бояці
Битва при Бояці — битва, що відбулась 7 серпня 1819 року під час війни за незалежність латиноамериканських колоній від Іспанії.

## Передумови
У травні 1819 року генерал Сімон Болівар на чолі війська чисельністю 3400 осіб подолав Анди й дістався Нової Гранади. 27 червня йому вдалося витіснити 300 іспанців з Пайї. У липні кількість солдатів Болівара скоротилось до 1900 осіб. Той загін вирушив до Санта-Фе-де-Боготи. 25 липня війська повстанців здобули перемогу в битві при Пантана-де-Варгасі.
Іспанське 3-тисячне військо, що відступало, дісталося берегів річки Бояка. Основу іспанського загону становили індіанці, а очолював їх генерал Хосе Марія Баррейра. Болівар натомість мав 2500 вояків.

## Битва
7 серпня повстанці почали атаку, розбивши армію Баррейри. Самого генерала було взято в полон, а потім, разом із тридцятьма іспанськими офіцерами, розстріляно. 

## Наслідки
Битва при Бояці стала вирішальною для всієї кампанії. Довідавшись про поразку іспанських військ, віцекороль Хуан де Самано був змушений тікати до Картахени. А Болівар дістався Боготи, де проголосив незалежність країни, що отримала назву Велика Колумбія.